# Parafia Najświętszego Serca Pana Jezusa w Gródku (diecezja drohiczyńska)
Parafia pw. Najświętszego Serca Pana Jezusa w Gródku – parafia rzymskokatolicka, należąca do dekanatu Drohiczyn, diecezji drohiczyńskiej, metropolii białostockiej. 

## Obszar parafii

### Miejscowości i ulice
W granicach parafii znajdują się:
- Gródek
- Gródek Kolonia